# Доржийн Гарма
Доржи́йн Гарма́ (монг. Доржийн Гармаа; 27 сентября 1937 – 21 декабря 2016) – монгольский писатель, драматург, сценарист.
Родился в 1937 году в сомоне Эрдэнэ Центрального аймака в семье скотовода. В 1958 году окончил финансово-экономический техникум в Улан-Баторе.
Литературой стал заниматься с середины 50-х годов  XX века. В 1966 году окончил  Литературный институт имени А. М. Горького. В 1980 году окончил АОН при ЦК КПСС в Москве. Автор сценария вышедшего в 1960 году фильма «Если бы я имел коня». Лауреат премии Д. Нацагдоржа. За книгу для детей «Веселые повести» получил  премию Союза писателей Монголии. Награждён орденом Полярной звезды и другими правительственными наградами. Многие его произведения переведены на русский язык.

## Сочинения в переводе на русский язык
- Белый источник. Пер. с монгольского Г.Матвеевой. Авт. предисл. В. Шарова ; худ. В. Юрлов. - М.: Художественная литература.  1977. -336 с.
- Тень войны //  Журнал «Байкал» № 6-7. 1978.
- Земля и небо. В кн.: Мы втроём: роман / Б. Няма; Батын Няма ; пер. с монг. Н. Очирова ; предисл. Г. Ярославцева. Земля и небо : роман / Доржийн Гарма ; пер. с монг. М. Гольмана. М., 1983.- 368 с.
- Веселые повести 1983.
- Первые шаги: Рассказы. Пер. с монгол. Сост. Б. Намжилова. М.: Известия, 1985. -128 с.